# ステビア属
ステビア属（学名：Stevia）は、北アメリカ西部から南アメリカにかけての亜熱帯と熱帯に分布するキク科の多年草あるいは灌木で、約240種が知られている。甘味料として利用されるステビア S. rebaudiana（別名アマハステビア）が有名。
学名はスペインの植物学者および医者のペドロ・ハイメ・エステベ（Pedro Jaime Esteve）にちなむ。

## 主な種
- Stevia anisostemma
- Stevia bertholdii
- Stevia crenata
- Stevia dianthoidea
- Stevia eupatoria
- Stevia ovata
- Stevia plummerae
- Stevia rebaudiana ステビア
- Stevia salicifolia
- Stevia serrata
- Stevia tunguraguensis